# Szent Vencel szőlője

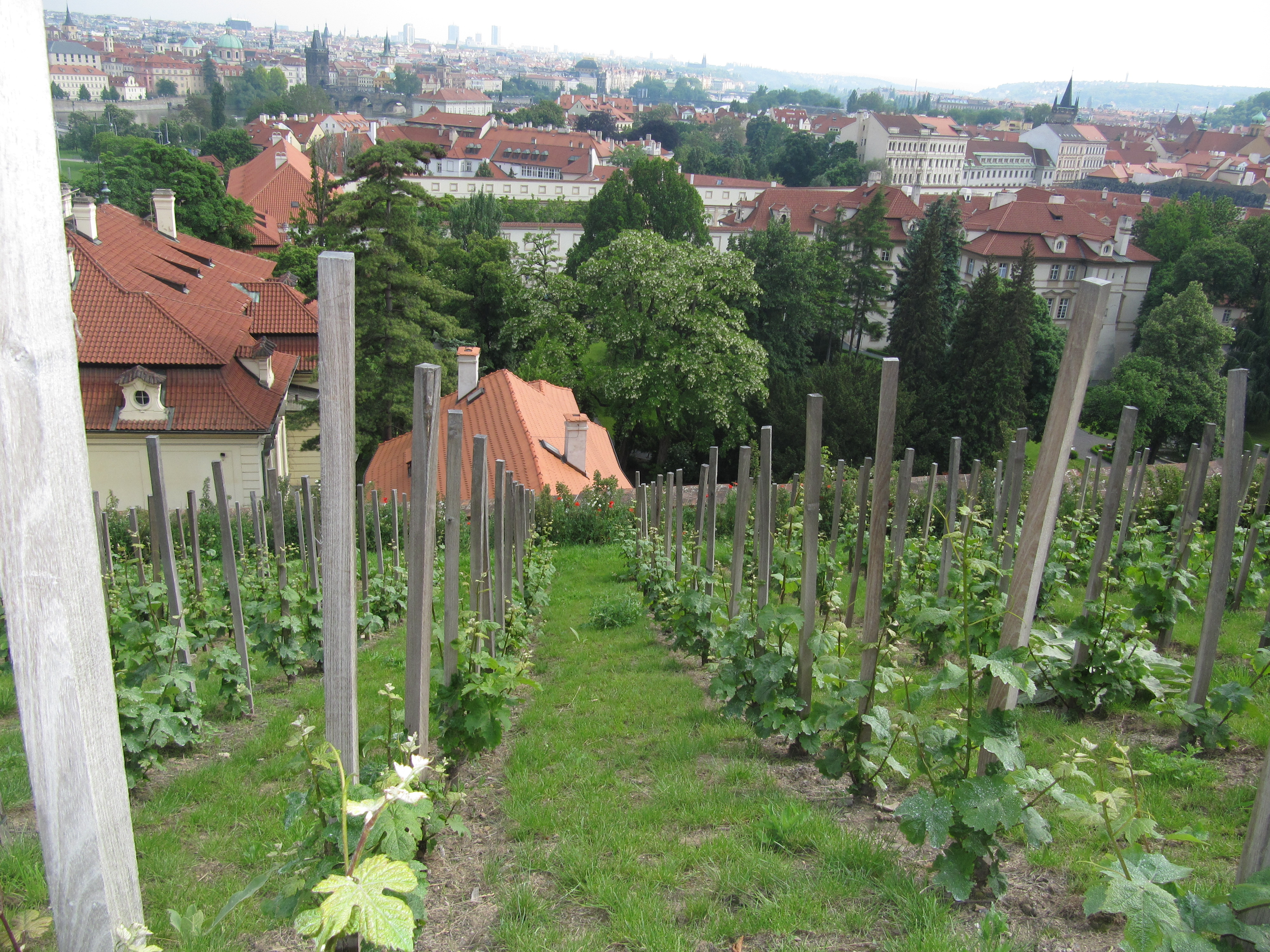
Szent Vencel szőlője, alatta a Kisoldal szélső házaival

A prágai vár délkeleti oldalán, a Várdomb nagyjából délnek néző lejtőjén, a vár és a Kisoldal között, a régi várlépcső mellett, a Chotek-kerttől délre terül el a Szent Vencel szőlőjének (csehül: Svatováclavská vinice, Vinice svatého Václava) nevezett szőlőskert.

## Története
A Várdomb oldalában már a 10. században szőlőültetvényeket telepítettek. Idővel ezeket megszüntették, és a helyükön kerteket alakítottak ki. A legtöbbet I. Ferdinánd vásárolta fel 1534-ben, hogy a helyükön hozza létre a Királyi kerteket. Szent Vencel szőlője az egykori ültetvények egyetlen, megmaradt része; ezen a helyen a 10. század óta valószínűleg folyamatosan szőlőt termesztenek.
A néphit szerint onnan kapta nevét, hogy ezt a helyet Szent Vencel maga választotta ki szőlőnek különösen kedvező fekvése miatt. A domboldalon a rajnai rizling és a Pinot Noir Cseh- és Morvaországban szokásos változatait termelik mintegy 2500 tőkén. A Pinot Noir fajtát IV. Károly hozta be az országba  Franciaországból, a rajnai rizlinget a legutóbbi (2008-as) felújításkor telepítették.
A szőlőben tájékoztató táblák ismertetik meg a látogatókat a cseh szőlőtermesztés és borászat történetével.

## Nevezetességei
A szőlőskertben álló Richter-nyaralóban 2008-ban egy, mellette két további exkluzív éttermet alakítottak ki úgy, hogy a szőlőben termelt és rendkívül kis sorozatokban palackozott borokból is rendelhessünk.
A kert fölső bejáratától nem messze szent Borbála szobra áll.